# Вибори до Чернігівської обласної ради 2010
Вибори до Чернігівської обласної ради 2010 — вибори до Чернігівської обласної ради, що відбулися 31 жовтня 2010 року. Вибори пройшли за змішаною системою.

## Результати виборів

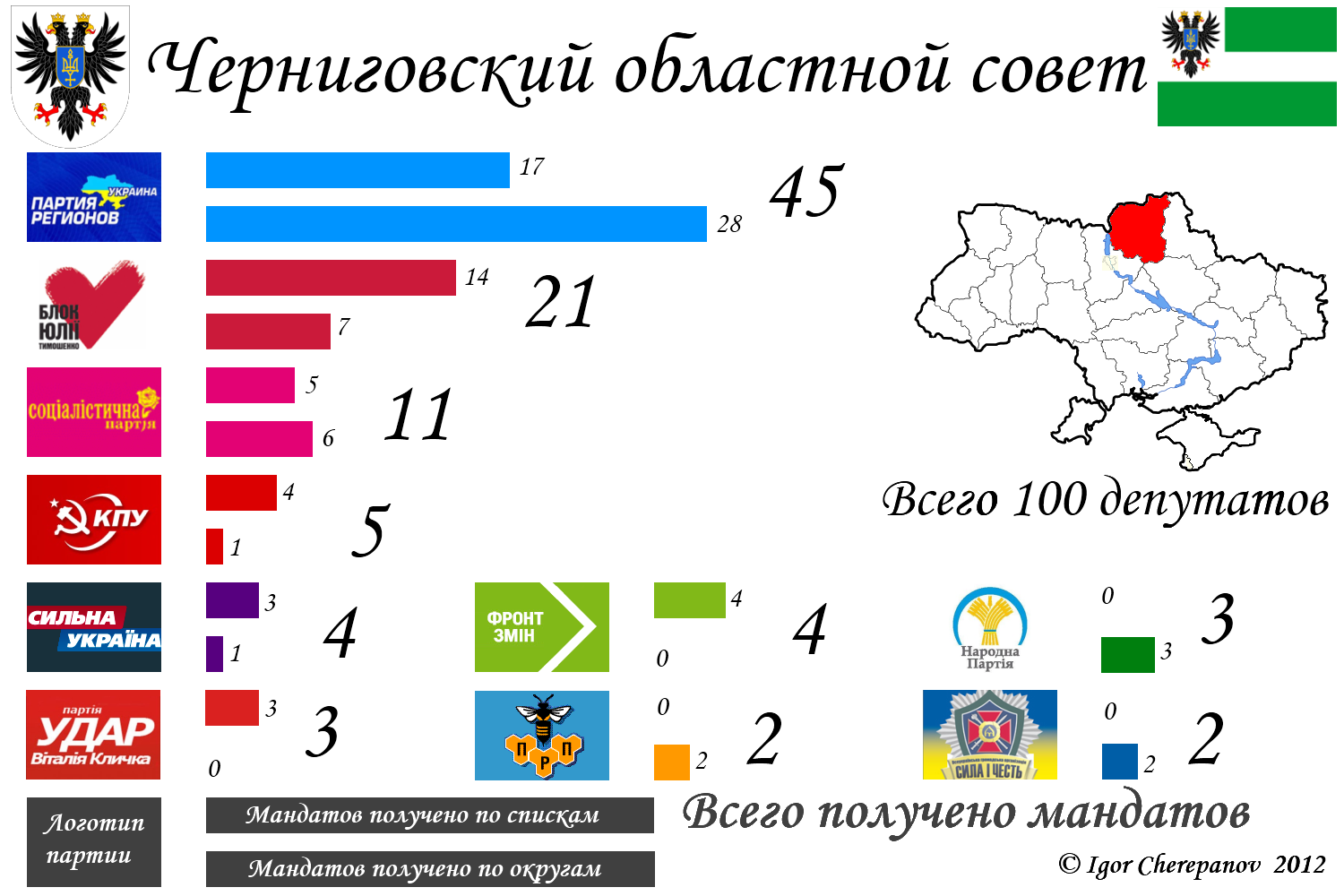
Результати виборів до Чернігівської обласної ради

### Голосування за списки партій
| № | Партія чи блок                         | Голосів «За» | У %    | +/- відсотків у порівнянні з попередніми виборами | Місць |
| - | -------------------------------------- | ------------ | ------ | ------------------------------------------------- | ----- |
| 1 | Партія регіонів                        | 97954        | 21,62% |                                                   | 17    |
| 2 | Всеукраїнське об'єднання «Батьківщина» | 84260        | 18,60% |                                                   | 14    |
| 3 | Соціалістична партія України           | 31545        | 6,69%  |                                                   | 5     |
| 4 | Комуністична партія України            | 25029        | 5,53%  |                                                   | 4     |
| 5 | Фронт змін                             | 23448        | 5,18%  |                                                   | 4     |
| 6 | Сильна Україна                         | 17128        | 3,78%  |                                                   | 3     |
| 7 | УДАР                                   | 17028        | 3,76%  |                                                   | 3     |
|   | 17 інших партій                        |              | <3%    |                                                   |       |
|   | Проти всіх                             | 46587        | 10,28% | —                                                 | —     |
|   | Недійсні бюлетені                      | 16330        | 3,61%  | —                                                 | —     |
|   | В цілому (явка 51,00%)                 | 452970       | 100%   |                                                   |       |

### Одномандатні округи
| № | Партія                                 | Здобуто місць |
| - | -------------------------------------- | ------------- |
| 1 | Партія регіонів                        | 28            |
| 2 | Всеукраїнське об'єднання «Батьківщина» | 7             |
| 3 | Соціалістична партія України           | 6             |
| 4 | Народна партія                         | 3             |
| 5 | Реформи і порядок                      | 2             |
| 6 | Сила і честь                           | 2             |
| 7 | Комуністична партія України            | 1             |
| 8 | Сильна Україна                         | 1             |

### Загальні підсумки здобутих партіями місць
| №  | Партія                                 | Здобуто місць |
| -- | -------------------------------------- | ------------- |
| 1  | Партія регіонів                        | 45            |
| 2  | Всеукраїнське об'єднання «Батьківщина» | 21            |
| 3  | Соціалістична партія України           | 11            |
| 4  | Комуністична партія України            | 5             |
| 5  | Фронт Змін                             | 4             |
| 6  | Сильна Україна                         | 4             |
| 7  | Народна партія                         | 3             |
| 8  | УДАР                                   | 3             |
| 9  | Реформи і порядок                      | 2             |
| 10 | Сила і честь                           | 2             |